# Caianello
Caianello – miejscowość i gmina we Włoszech, w regionie Kampania, w prowincji Caserta.
Według danych na rok 2004 gminę zamieszkiwało 1757 osób, 117,1 os./km².